# The King of Fighters

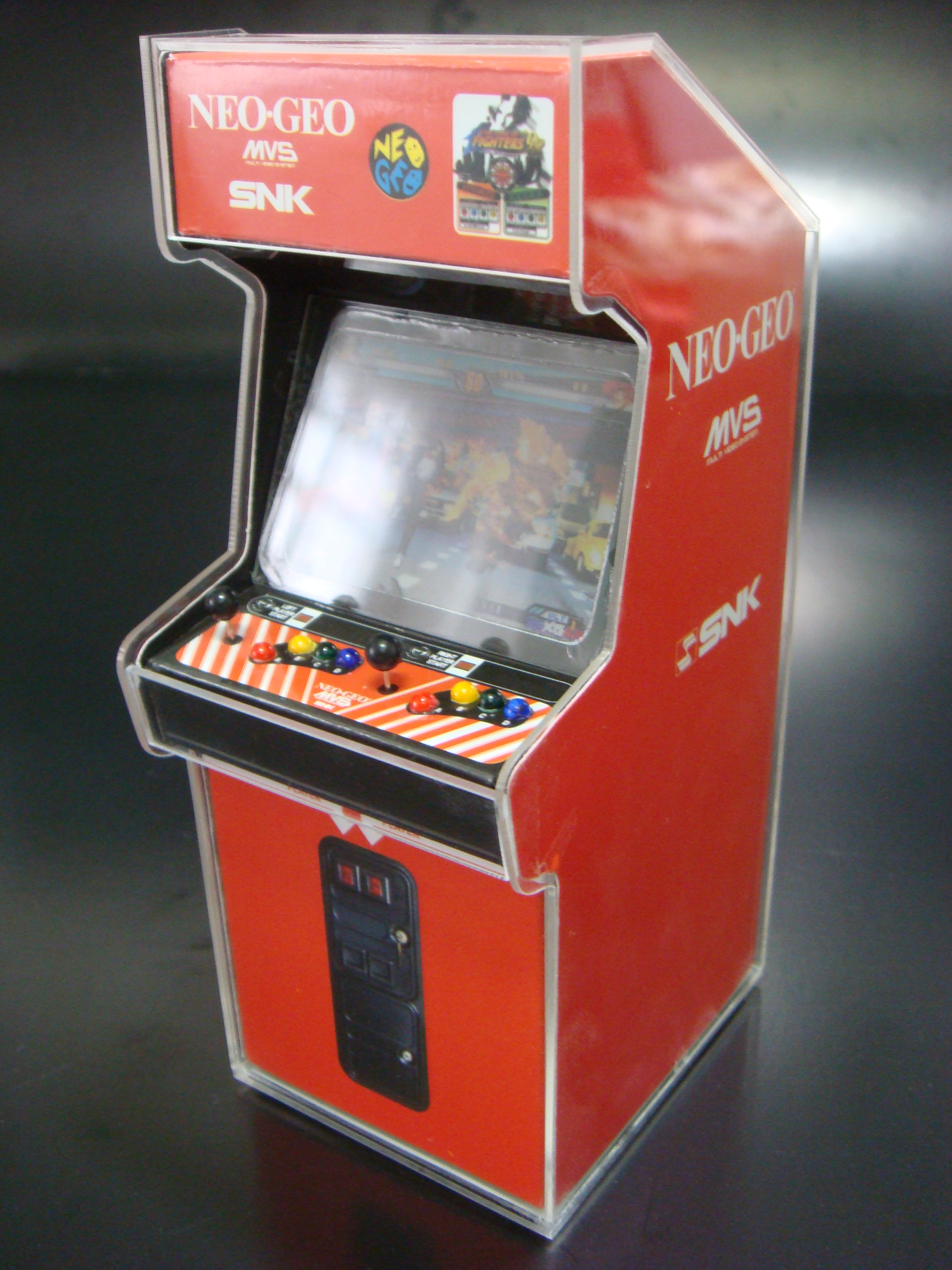
Versió arcade del videojoc.

The King of Fighters (KOF) és una sèrie de videojocs de lluita de SNK que van començar amb llançament del The King of Fighters'94 a l'any 1994. La sèrie es va desenvolupar originalment per al 
maquinari arcade Neo Geo MVS de SNK. Aquest maquinari va servir com a plataforma principal de la sèrie fins al 2004, quan SNK la va retirar a favor de la placa recreativa Atomiswave. Dos jocs de King of Fighters van ser produïts per la plataforma Atomiswave (The King of Fighters Neowave and The King of Fighters XI) abans que SNK decidís deixar d'usar-la. El maquinari d'arcade més recent de la sèrie és el Taito Type X2, utilitzat per primera vegada amb el llançament de The King of Fighters XII. Les conversions a consoles dels jocs d'arcade i els jocs originals de The King of Fighters han estat llançats per a diverses consoles de videojocs. L'última entrada de la sèrie, The King of Fighters XIV, va ser llançada per PlayStation 4 i Microsoft Windows el 2016. El següent joc, The King of Fighters XV, serà llançat en algun moment el 2021.
La història dels jocs se centra en un torneig on participen combatents de múltiples jocs de SNK. SNK també va crear personatges originals per utilitzar-los com a protagonistes de cada un dels seus arcs argumentals i interactuessin amb els lluitadors d'Art of Fighting i Fatal Fury, entre d'altres. També s'han llançat diversos jocs de spin-off, com ara els The King of Fighters R-1 i The King of Fighters R-2 per al Neo Geo Pocket i Maximum Impact per a la PlayStation 2. Hi ha hagut diversos jocs de creuament on el repartiment de SNK interactuava amb els personatges creats per Capcom, mentre que alguns personatges han estat presents com a personatges convidats en altres jocs, com Geese Howard a Tekken 7, Kyo Kusanagi a Fighting Days, i Terry Bogard a Fighting EX Layer i Super Smash Bros. Ultimate.